# (471954) 2013 RM98
(471954) 2013 RM98, também escrito como (471954) 2013 RM98, é um objeto transnetuniano que está localizado no Cinturão de Kuiper, uma região do Sistema Solar. Este corpo celeste é classificado como um provável cubewano. Ele possui uma magnitude absoluta de 5,6 e tem um diâmetro estimado de 334 km. O astrônomo Mike Brown lista este objeto em sua página na internet como um candidato a possível planeta anão.

## Descoberta
(471954) 2013 RM98 foi descoberto no dia 8 de setembro de 2013 pelo DECam.

## Órbita
A órbita de (471954) 2013 RM98 tem uma excentricidade de 0,133 e possui um semieixo maior de 43,183 UA. O seu periélio leva o mesmo a uma distância de 37,461 UA em relação ao Sol e seu afélio a 48,905 UA.